# Тойффелен
Тойффелен (нім. Täuffelen) — громада  в Швейцарії в кантоні Берн, адміністративний округ Зееланд.

## Географія
Громада розташована на відстані близько 23 км на північний захід від Берна.
Тойффелен має площу 4,4 км², з яких на 23,5% дозволяється будівництво (житлове та будівництво доріг), 60,8% використовуються в сільськогосподарських цілях, 10,4% зайнято лісами, 5,3% не є продуктивними (річки, льодовики або гори).

## Демографія
2019 року в громаді мешкало 2890 осіб (+10,4% порівняно з 2010 роком), іноземців було 8,8%. Густота населення становила 661 осіб/км².
За віковим діапазоном населення розподілялося таким чином: 18,9% — особи молодші 20 років, 53,9% — особи у віці 20—64 років, 27,2% — особи у віці 65 років та старші. Було 1304 помешкань (у середньому 2,2 особи в помешканні).
Із загальної кількості 1175 працюючих 81 був зайнятий в первинному секторі, 544 — в обробній промисловості, 550 — в галузі послуг.